# Rupi di Rocca d'Olgisio
Rupi di Rocca d'Olgisio este o arie protejată (arie specială de conservare — SAC, sit de importanță comunitară — SCI) din Italia întinsă pe o suprafață de 70 ha, integral pe uscat.

## Localizare
Centrul sitului Rupi di Rocca d'Olgisio este situat la coordonatele 44°54′39″N 9°23′48″E / 44.9108°N 9.3968°E.

## Înființare
Situl Rupi di Rocca d'Olgisio a fost declarat sit de importanță comunitară în septembrie 2009 pentru a proteja 9 specii de animale. Situl a fost protejat și ca arie specială de conservare în martie 2019.

## Biodiversitate
Situată în ecoregiunea continentală, aria protejată conține 3 habitate naturale: Roci stâncoase cu vegetație pionieră de Sedo-Scleranthion sau Sedo albi-Veronicion dillenii, Păduri de Castanea sativa, Pante stâncoase silicioase cu vegetație casmofită.
La baza desemnării sitului se află mai multe specii protejate:
- păsări (5): caprimulg (Caprimulgus europaeus), șoim călător (Falco peregrinus), sfrâncioc roșiatic (Lanius collurio), ciocârlie de pădure (Lullula arborea), viespar (Pernis apivorus)
- mamifere (3): liliac cu urechi de șoarece (Myotis blythii), liliacul mare cu potcoavă (Rhinolophus ferrumequinum), liliacul mic cu potcoavă (Rhinolophus hipposideros)
- nevertebrate (1): rădașcă (Lucanus cervus)

Pe lângă speciile protejate, pe teritoriul sitului au mai fost identificate 35 de specii de plante, 1 specie de amfibieni, 5 specii de mamifere, 1 specie de reptile.